# Santa Maria in Cosmedin
Santa Maria in Cosmedin är en medeltida kyrka i centrala Rom, i närheten av Tibern. Kyrkan, som är belägen i rione Ripa, är en mindre basilika. Kyrkan Santa Maria in Cosmedin tillhör församlingen Santa Prisca.
I portiken finns Bocca della Verità, vilket gör kyrkan till en turistattraktion.

## Historik
Santa Maria in Cosmedin anlades som diaconia redan på 500-talet. Den byggdes in i en portik från 100-talet, som länge troddes höra till en anläggning för distribution av livsmedel (så kallade statio annonae). Lokalen förlängdes av påven Hadrianus I (772–795) över ett stort podium, som har identifierats som basen till det stora Herkulesaltaret, som enligt traditionen rests av den arkadiske kungen Evander. Portiken kan ha hört till detta altare och varit avsedd för votivgåvor. En krypta höggs ut i podiet för de reliker som vid den tiden flyttades in från katakomberna. Det torde vara den äldsta kryptan av detta slag i en romersk kyrka. Hadrianus I förlänade kyrkan åt den grekiska kommuniteten, som helgade den åt Jungfru Maria. Cosmedin kommer av grekiskans Kosmidion, namnet på ett kloster i Konstantinopel.
På 1120-talet förvandlades kyrkan till en treskeppig basilika, absiden byggdes, och kolonnerna som bär arkadbågar sattes in. Kolonnerna är så kallade spolier, återanvända antika byggnadselement, och därför olika, och så långt möjligt är de placerade parvis på var sin sida av mittskeppet för att skapa symmetri.

## Interiör
Sitt nuvarande utseende fick interiören vid en stilrestaurering 1894–1899. Då togs senare århundradens tillägg bort; kyrkan hade givits en barockdräkt av arkitekten Giuseppe Sardi och fått falska tunnvalv. Det medeltida korskranket hade här som på andra ställen tagits bort på 1500-talet. På mittskeppets väggar har rester av medeltida måleri tagits fram och skarven mellan den äldsta diaconian och tillbyggnaden markerats. På ingångssidan syns de höga räfflade marmorkolonnerna från den antika portiken. Ytterligare kolonner är inmurade i den vänstra sidoväggen och kolonnraden fortsätter på motsatt sida in i sakristian.
Golvet är från 1100-talet, även den upphöjda delen som från altaret sträcker sig till mitten av mittskeppet. Där ställdes vid restaureringen korskranket åter upp på sin ursprungliga plats. Det delvis rekonstruerade skranket i mittskeppet och tvärsöver sidoskeppen, läspulpeterna (ambonerna) och biskopstronen i absiden hade bekostats av en viss Alfanus, skattmästare (camerarius) hos påven Calixtus II (1119–1124). Det gotiska ciboriet över altaret sattes upp 1295. På båda sidor om skranket finns nedgångar till kryptan.

## Exteriör
På kyrkans högra sida anlades byggnader redan på 800-talet. De förändrades mycket genom tillkomsten av sakristian på 1600-talet och inrättandet av sidokapell.
Huvudportalen, signerad Ioannes de Venetia, är möjligen från 1000-talet, kanske äldre. Intill den finns en stor nisch med den nämnde Alfanus grav (1123); från järnringarna ovanför den kan lampor ha hängt. I portiken finns också den antika marmorplattan med en skulpterad mask, kallad Bocca della Verità, som åtminstone sedan 1400-talet tillhört kyrkan och redan då var förknippad med föreställningen att den som stack in handen i gapet fick den avbiten om han ljög. Både portiken och fasaden är delvis rekonstruerade; de hade givits en barockdräkt av Giuseppe Sardi 1715. Kampanilen har bevarat sitt 1100-talsutseende. Av barockmiljön återstår endast den skulpterade fontänen Fontana dei Tritoni (1717) av Francesco Carlo Bizzaccheri mittemot fasaden.

### Fotnoter
1. ↑  ”Vicariatus Urbis: Chiesa rettoria Santa Maria in Cosmedin”. Arkiverad från originalet den 8 mars 2020. https://web.archive.org/web/20200308184213/http://www.vicariatusurbis.org/?page_id=188&ID=889. Läst 30 juni 2015.